# Campionato europeo di pallanuoto 1950 (maschile)
La VII edizione del campionato europeo di pallanuoto ebbe luogo a Vienna, dal 20 al 27 agosto 1950, nel corso dei 
sesti campionati europei di nuoto.
Le sette formazioni partecipanti si disputarono il trofeo continentale scontrandosi l'una contro l'altra in un unico girone.

La nazionale olandese conquistò il suo unico titolo europeo precedendo svedesi e jugoslavi, per la prima volta sul podio.

## Risultati
| Data     | Gara        | Gara   | Gara        |
| -------- | ----------- | ------ | ----------- |
| 20-08-50 | Jugoslavia  | 18 - 4 | Svizzera    |
| 20-08-50 | Austria     | 8 - 6  | Francia     |
| 20-08-50 | Paesi Bassi | 4 - 3  | Svezia      |
| 21-08-50 | Italia      | 11 - 6 | Francia     |
| 21-08-50 | Jugoslavia  | 8 - 3  | Austria     |
| 21-08-50 | Paesi Bassi | 17 - 3 | Svizzera    |
| 22-08-50 | Svezia      | 12 - 1 | Svizzera    |
| 22-08-50 | Jugoslavia  | 9 - 7  | Italia      |
| 23-08-50 | Francia     | 2 - 11 | Paesi Bassi |
| 23-08-50 | Italia      | 12 - 1 | Svizzera    |
| 24-08-50 | Austria     | 4 - 6  | Italia      |
| 24-08-50 | Svezia      | 5 - 1  | Francia     |
| 24-08-50 | Paesi Bassi | 6 - 3  | Jugoslavia  |
| 25-08-50 | Svezia      | 4 - 4  | Jugoslavia  |
| 25-08-50 | Paesi Bassi | 11 - 1 | Austria     |
| 25-08-50 | Francia     | 7 - 3  | Svizzera    |
| 26-08-50 | Svezia      | 7 - 2  | Austria     |
| 26-08-50 | Paesi Bassi | 9 - 4  | Italia      |
| 27-08-50 | Jugoslavia  | 4 - 1  | Francia     |
| 27-08-50 | Svizzera    | 5 - 11 | Austria     |
| 27-08-50 | Svezia      | 6 - 2  | Italia      |

## Classifica finale
|    | Squadra     | Punti | G | V | N | P | GF | GS | DR  |
| -- | ----------- | ----- | - | - | - | - | -- | -- | --- |
|    | Paesi Bassi | 12    | 6 | 6 | 0 | 0 | 58 | 16 | +42 |
|    | Svezia      | 9     | 6 | 4 | 1 | 1 | 37 | 14 | +23 |
|    | Jugoslavia  | 9     | 6 | 4 | 1 | 1 | 46 | 25 | +21 |
| 4. | Italia      | 6     | 6 | 3 | 0 | 3 | 42 | 35 | +7  |
| 5. | Austria     | 4     | 6 | 2 | 0 | 4 | 29 | 43 | -14 |
| 6. | Francia     | 2     | 6 | 1 | 0 | 5 | 23 | 42 | -19 |
| 7. | Svizzera    | 0     | 6 | 0 | 0 | 6 | 17 | 77 | -60 |

### Campioni
| Oro |
| Paesi Bassi Max van Gelder Cor Braasem Hennie Keetelaar Gerrit Bijlsma Nijs Korevaar Ruud van Feggelen Frits Smol Gaston Finee All: Frans Kuijper |

## Fonti
- (EN)  LEN, European Water Polo Championships - Past and presents results, 2010 (versione digitale[collegamento interrotto])
- (EN) Todor66.com - Sport statistics Archive, su todor66.com.